# Молчанов, Семён Евтропович
Семён Евстра́тович (Евтро́пович) Молча́нов — помещик, губернский прокурор Тульской губернии.
Семён Молчанов в 1753—1757 годах он владел частью сельца Головина, которую затем продал действительному камергеру генерал-лейтенанту Алексею Андреевичу Хитрово и вскоре после этого вступил во владение пустошью Семеновской (позже село Коптево) с условием заселения её крестьянами.
В 1766 году он переселил крестьян на новое место и поставил господский дом, основав село Сергиевское-Семёновское.
Позже эти земли купил грузинский царевич Георгий Вахтангович Багратиони (второй сын Вахтанга VI), который присоединил эти земли к своему обширному имению (в документах 1766 года село числилось за Молчановым, а в 1785 году — за Багратиони).
Позже Семён Евтропович много сделал для села Бахметьево Тульской губернии, где был помещиком.
В 1766 году он построил там каменную церковь Владимирской иконы Богоматери с колокольней и двумя приделами.
Он пожертвовал храму серебряный напрестольный крест с мощами святых и частицей гроба Господня, которая стала главной реликвией храма на всё дореволюционное время.